# Kaszubia Kościerzyna
Kaszubia Kościerzyna – polski klub piłkarski z siedzibą w Kościerzynie, założony w 1946 roku. W sezonie 2022/23 drużyna zgłosiła się do rozgrywek klasy A. Największymi sukcesami klubu były drugie miejsce w rozgrywkach III ligi oraz trzykrotne zdobycie Pucharu Polski na szczeblu wojewódzkim. Kaszubia mecze w charakterze gospodarza rozgrywa na Stadionie Miejskim w Kościerzynie mieszczącym się przy ulicy Kamiennej 1.

## Historia

### Protoplaści Kaszubi
Początki piłki nożnej na Pomorzu sięgają przełomu XIX i XX wieku, nie jest znana data pierwszych meczów piłkarskich w Kościerzynie. W 1922 roku Towarzystwo Gimnastyczne Sokół miało jedno ze swoich "gniazd" w Kościerzynie, wiadomo, że w ramach niego działała sekcja piłkarska. Drugim niezależnym od TG Sokół klubem działającym w Kościerzynie było Towarzystwo "Bałtyk", przy kolegium nauczycielskim. Bałtyk został założony w roku szkolnym 1922/1923. W dwudziestoleciu międzywojennym piłkę nożną uprawiano również w Policyjnym Klubie Sportowym "Kaszub", Katolickim Stowarzyszeniu Młodzieży Męskiej, Klubie Kolarzy Kaszubskich oraz Klubie "Rezerwa". Dodatkowo rozgrywano mecze pomiędzy reprezentacjami Kościerzyny i ościennych miast powiatowych w tym leżącego wówczas po drugiej stronie granicy państwowej Bytowa. Kluby te nie były jednak zarejestrowane w Polskim Związku Piłki Nożnej i nie brały udziału w rozgrywkach ligowych. Pierwszym klubem z Kościerzyny, który zgłosił się do rozgrywek ligowych był w 1939 Sokół Kościerzyna (debiut miał nastąpić w sezonie 1940). Z powodu wybuchu wojny klub nie zadebiutował w lidze. W 1945 powstał Milicyjny Klub Sportowy Kościerzyna, w którym była tylko sekcja piłki nożnej.

### 1946-1988
Wiosną (przed rozpoczęciem rozgrywek piłkarskich) 1946 MKS Kościerzyna został rozwiązany, na jego podstawie powstał nowy wielosekcyjny klub Kaszubia Kościerzyna. Drużyna piłkarska nowego klubu została zgłoszona do rozgrywek od sezonu 1946 (wówczas grano systemem wiosna-jesień). Nowy klub wystartował w rozgrywkach najniżej ligi (C klasy), gdyż przed II wojną światową w Kościerzynie nie grała żadna ligowa drużyna piłkarska. W następnym sezonie kościerscy piłkarze awansowali do B klasy a w 1949 do A klasy, w której grali do sezonu 1970/71, z dwiema jednosezonowymi przerwami, kiedy spadali do B klasy po czym wracali do A klasy. Przez prawie całe lata 70. Kaszubia grała w B klasie. Po czym w sezonie 1979/80 awansowała do A klasy, gdzie również grali nieprzerwanie prawie całą dekadę.

### Po 1988
W sezonie 1987/88 Kaszubia po raz pierwszy awansowała do ligi okręgowej, natomiast w sezonie 1994/95 do III ligi, co jest do tej pory najwyższym poziomem rozgrywek w których brali udział piłkarze z Kościerzyny. Na trzecim poziomie rozgrywek Kaszubia grała do sezonu 2001/02, kiedy spadła z III ligi, zdobywając mimo tego Puchar Polski na szczeblu wojewódzkim. Po roku Duma Kaszub wróciła do III ligi, w której występuje do tej pory, jednakże od sezonu 2007/2008 jest to czwarty poziom rozgrywek. W 2006 w Kościerzynie został przebudowany kompleks Stadionu Miejskiego, wybudowany został nowy stadion piłkarski, na którym grają swoje mecze piłkarze pierwszej drużyny Kaszubi.

## Kaszubia w rozgrywkach ligowych
Najwyższym poziomem rozgrywkowym, w którym grała Kaszubia Kościerzyna była III liga (obecnie II liga). Piłkarze z Kościerzyny grali w tej lidze 10 sezonów od 1995/96 do 2006/07 z roczną przerwą. W sezonie 2011/12 kościerski klub spadł do IV ligi. Kaszubia jest najlepszą drużyną piłkarską w powiecie kościerskim, jako jedyna brała udział w rozgrywkach III ligi.
Po sezonie 2021/22 klub nie zgłosił się do rozgrywek o mistrzostwo IV ligi tylko przystąpił do gier w A klasie.

## Sukcesy
- Zdobycie Pucharu Polski (szczebel wojewódzki): 2000/2001, 2009/2010 i 2011/2012
- II miejsce w III lidze w sezonie 1997/1998

## Stadion

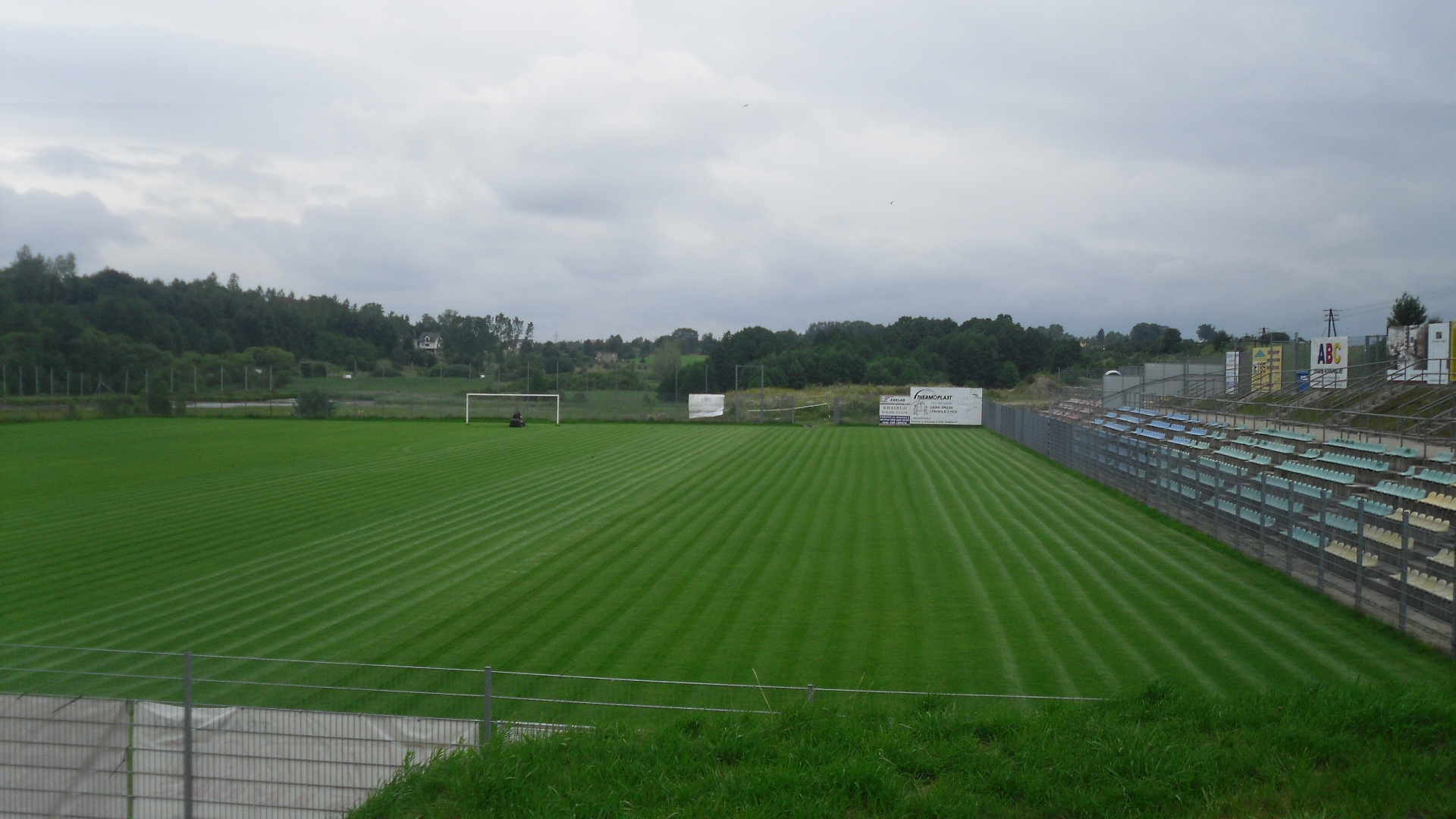
Stadion Kaszubi Kościerzyna

Kaszubia Kościerzyna rozgrywa mecze w charakterze gospodarza na Stadionie Miejskim w Kościerzynie. Obiekt ten położony jest przy ulicy Kamiennej, niedaleko od jeziora Gałęźno i torów kolejowych. Kompleks sportowy składa się z dwóch pełnowymiarowych boisk i Centrum Kultury i Sportu w Kościerzynie.
Boisko na którym gra pierwszy zespół Kaszubi ma wymiary 103 x 72 m przy nim znajduje się trybuna na 978 miejsc (wszystkie siedzące), w której wydzielono sektor dla kibiców gości mający 50 krzesełek. Uroczyste otwarcie tego stadionu nastąpiło 13 września 2006 roku. Meczem otwarcia było towarzyskie spotkanie samorządowców z województwa Pomorskiego z reprezentacją Sejmu, wygrane przez gospodarzy 5-2. Pierwszy ligowy mecz Kaszubi na nowym obiekcie odbył się 10 dni później, gospodarze bezbramkowo zremisowali z Kanią Gostyń. Drugie boisko obecnie jest boiskiem treningowym oraz służy drużynie juniorskiej Kaszubi.
Budynek Centrum Kultury i Sportu w Kościerzynie im. Józefa Wybickiego został otwarty w 2008 roku W nowym obiekcie znajdują się przestronne szatnie, natryski, siłownia, gabinet odnowy biologicznej, gabinet lekarski, sauna oraz pomieszczenia biurowe.

## Obecny skład
Stan na 19 czerwca 2011. Źródło:
| Nr | Poz. | Piłkarz                 |
| -- | ---- | ----------------------- |
| 1  | BR   | Mateusz Machola         |
| 2  | OB   | Damian Kosznik          |
| 4  | OB   | Michał Bieliński        |
| 15 | OB   | Filip Bobowski          |
| 5  | PO   | Mateusz Szulc           |
| 19 | PO   | Błażej Wenta            |
| 10 | NA   | Mohammed Rinto Doumboya |
| 11 | PO   | Patryk Wysiecki         |
| 14 | PO   | Adrian Wysiecki         |
| 8  | PO   | Kacper Krauze           |

| Nr | Poz. | Piłkarz           |
| -- | ---- | ----------------- |
| 17 | PO   | Błażej Troka      |
| 20 | PO   | Patryk Duda       |
| 21 | PO   | Karol Zieliński   |
| 23 | PO   | Kamil Zieliński   |
| 11 | OB   | Michał Drzymała   |
| 33 | BR   | Dawid Krawcewicz  |
| 7  | OB   | Dawid Klawikowski |
| -- | PO   | Mateusz Prinz     |
| 6  | PO   | Jan Przybyszewski |

## Kibice
Przy drużynie od 2003 działa klub kibica organizujący oprawy meczowe, zarówno na stadionie w Kościerzynie jak i w meczach wyjazdowych. Szczególnie podczas Derbów Kaszub z Cartusią. Pierwsze zgody fanów Kaszubi (z Arką Gdynią) nawiązały się w latach 80, na najważniejsze mecze Arki Gdynia przyjeżdża około 100-150 kibiców Kaszubi.